# Vent de poussières

Vent de poussières est un téléfilm français réalisé par Renaud Bertrand et diffusé en 2001 sur France 3.

## Synopsis
Dans un village dans le Sud de la France, les écologistes et les viticulteurs s'affrontent à la suite de l'installation d'une société d'exploitation de carrière dans la commune.

## Fiche technique
- Titre : Vent de poussières
- Réalisation : Renaud Bertrand
- Scénario : Catherine Ramberg
- Photographie : Marc Koninckx
- Musique : Florence Caillon
- Production : Hervé Chabalier et Claude Chelli
- Pays : France
- Sociétés de production : Capa Drama
- Durée : 95 minutes
- Date de diffusion : 19 mai 2001 sur France 3

## Distribution
- Zoé Félix : Léa Béguède
- Philippe Bas : Julien Chastelou
- Eric Poulain : Bruno Ravaillet
- Bernard Verley : Alain Chastelou
- Vincent Martin : Martial Béguède
- Émilie Lafarge : Murielle Simonin
- Sylvie Genty :  Isabelle Béguède
- Nadia Barentin : Rose